# Rüdesheim am Rhein
Rüdesheim am Rhein település Németországban, Hessen tartományban. Lakosainak száma 10 180 fő (2023. december 31.). Rüdesheim am Rhein Geisenheim, Bingen am Rhein, Weiler bei Bingen, Trechtingshausen és Lorch községekkel határos.

## Fekvése
Lorch délkeleti szomszédjában fekvő település.

## Népessége
| Lakosok száma | 9773 | 9959 | 9922 | 9921 | 10 054 | 10 180 |
|               | 2014 | 2017 | 2019 | 2021 | 2022   | 2023   |

## Leírása

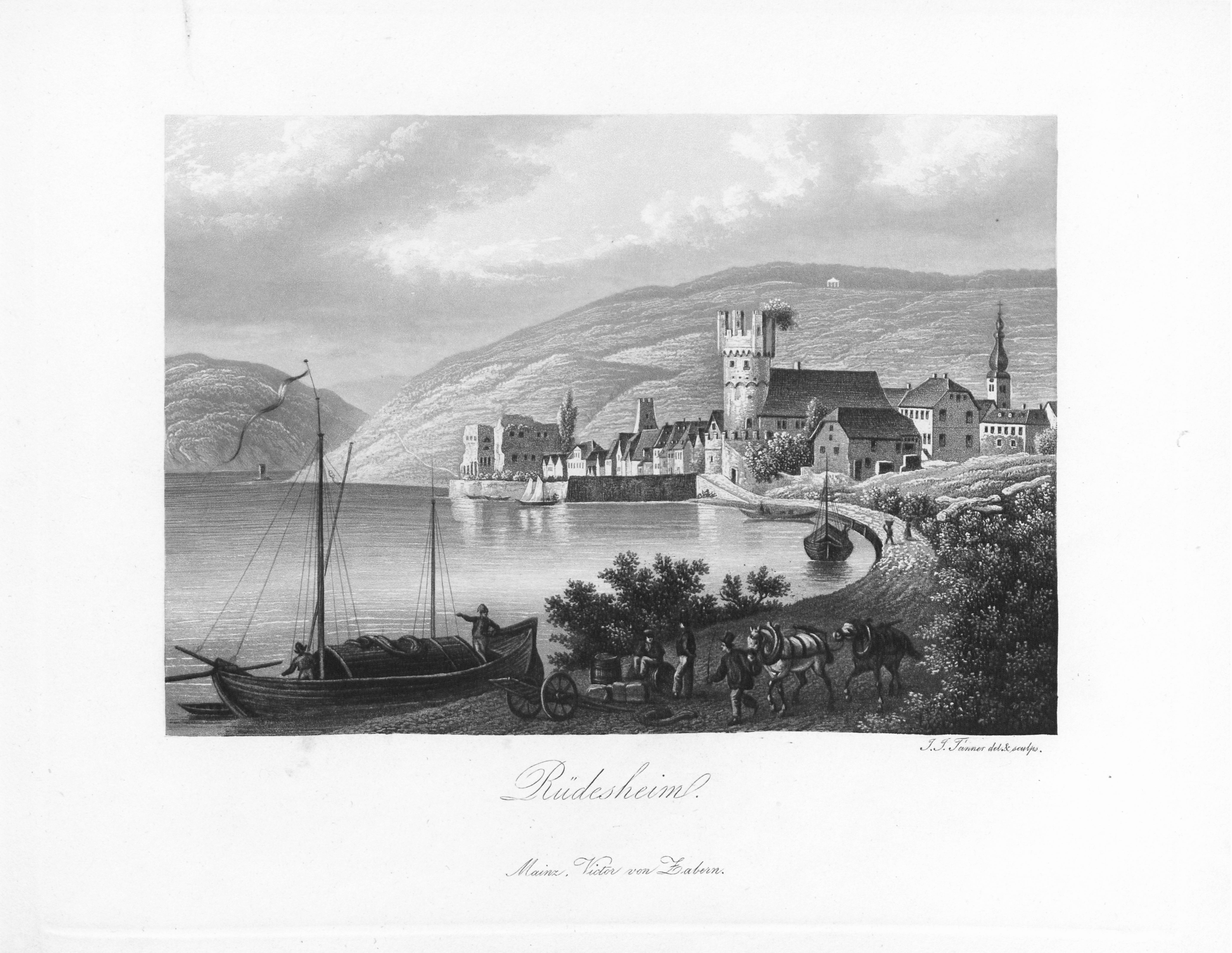
Rüdesheim 1840-ben

A Rajna jobb partján fekvő, boráról híres kisváros jelentős borkereskedelemmel és pezsgőpincészettel rendelkezik.
A városkában a pályaudvar közelében áll a Brömserburg, mely eredetileg a mainzi érsekek palotája volt a 10. századból. Jelenleg táj- és bormúzeum található benne, érdekes ivóedény-gyűjteménnyel.
Az épület mögött áll a Dr. Carl Jung borkereskedelmi céghez tartozó Boosenburg 10. századból való öreg tornyával (Bergfried).
A városka megtekintésre érdemes épületei közé tartozik még a Brömserhof udvarház, melyek késő gótikustól a barokkig terjedő stílust képviselő épületszárnyai veszik körül az udvart.
Plébániatemplomát (Pfarrkirche St. Jakob, 1390-1400) 1944-ben lerombolták, de 1947-1952 között újjáépült.
A Sas-torony (Adlerturm) az egykori várerődítményből maradt meg.

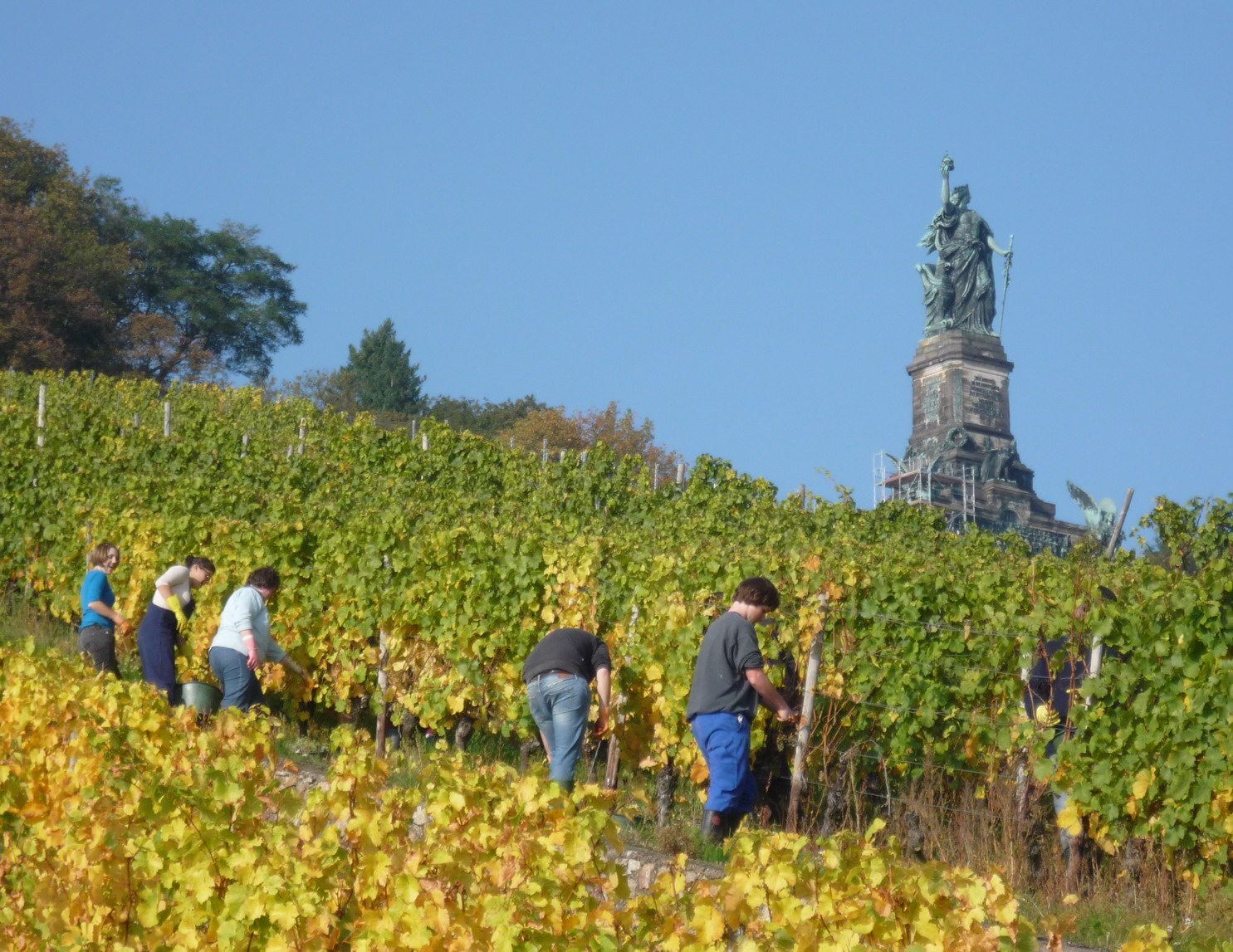

A városból elérhető a Niederwaldon keresztül Assmannshausenbe a Niederwald-emlékmű (Niederwald-Denkmal) is, mely a Rajna felett 300 méter magasságban épült. Az emlékmű 25 m magas talapzaton áll, rajta Germania 10,5 m magas alakja a Német Birodalom 1871. évi kikiáltására emlékeztetve. Az emlékművet J. Schilling terve alapján emelték 1877-1883 között.

## Nevezetességek
- Bormúzeum
- Brömserhof udvarház
- Plébániatemplom
- Sas-torony (Adlerturm)
- Niederwald-emlékmű - Rüsenheimből megközelíthető.

## Galéria

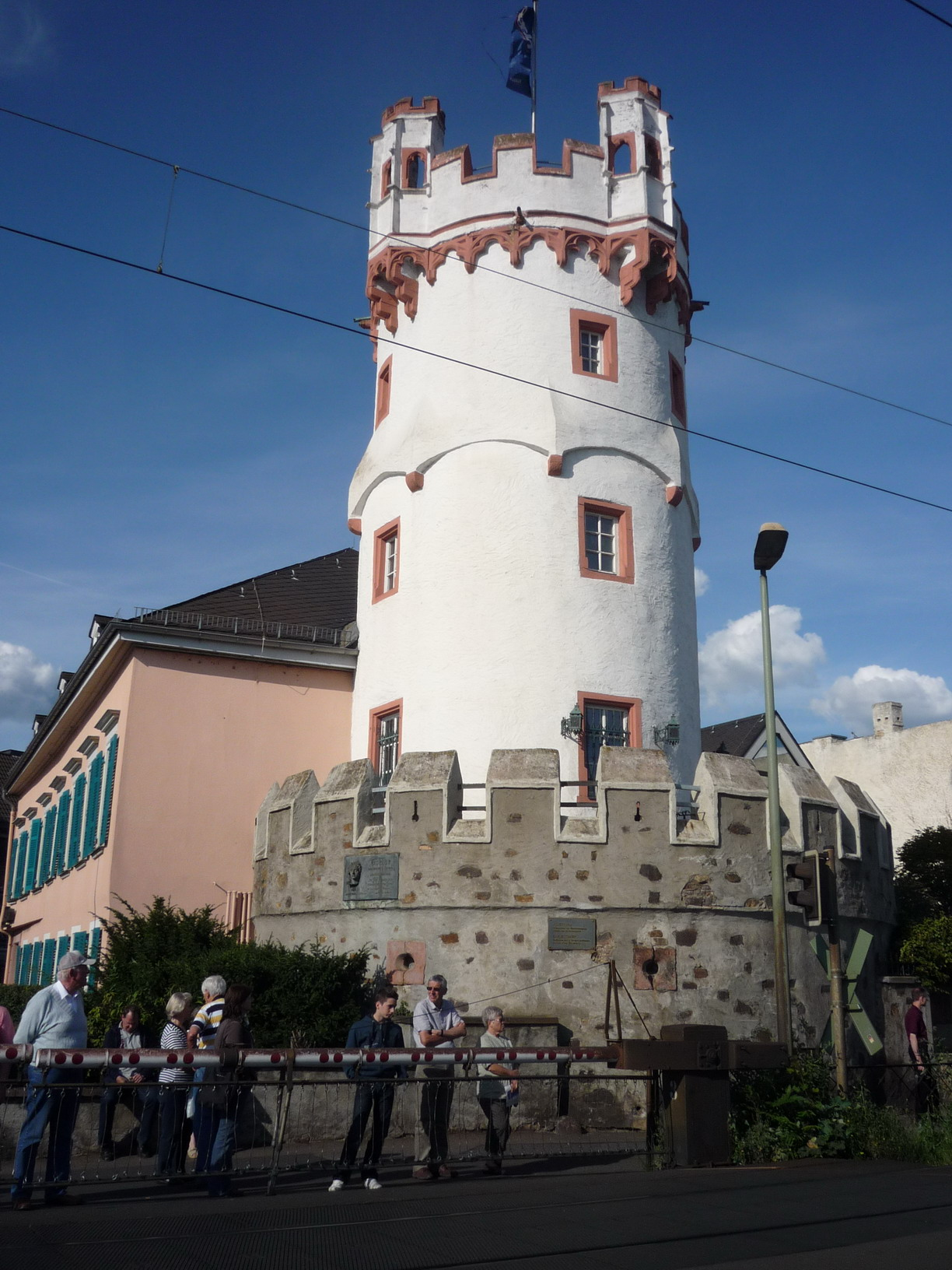
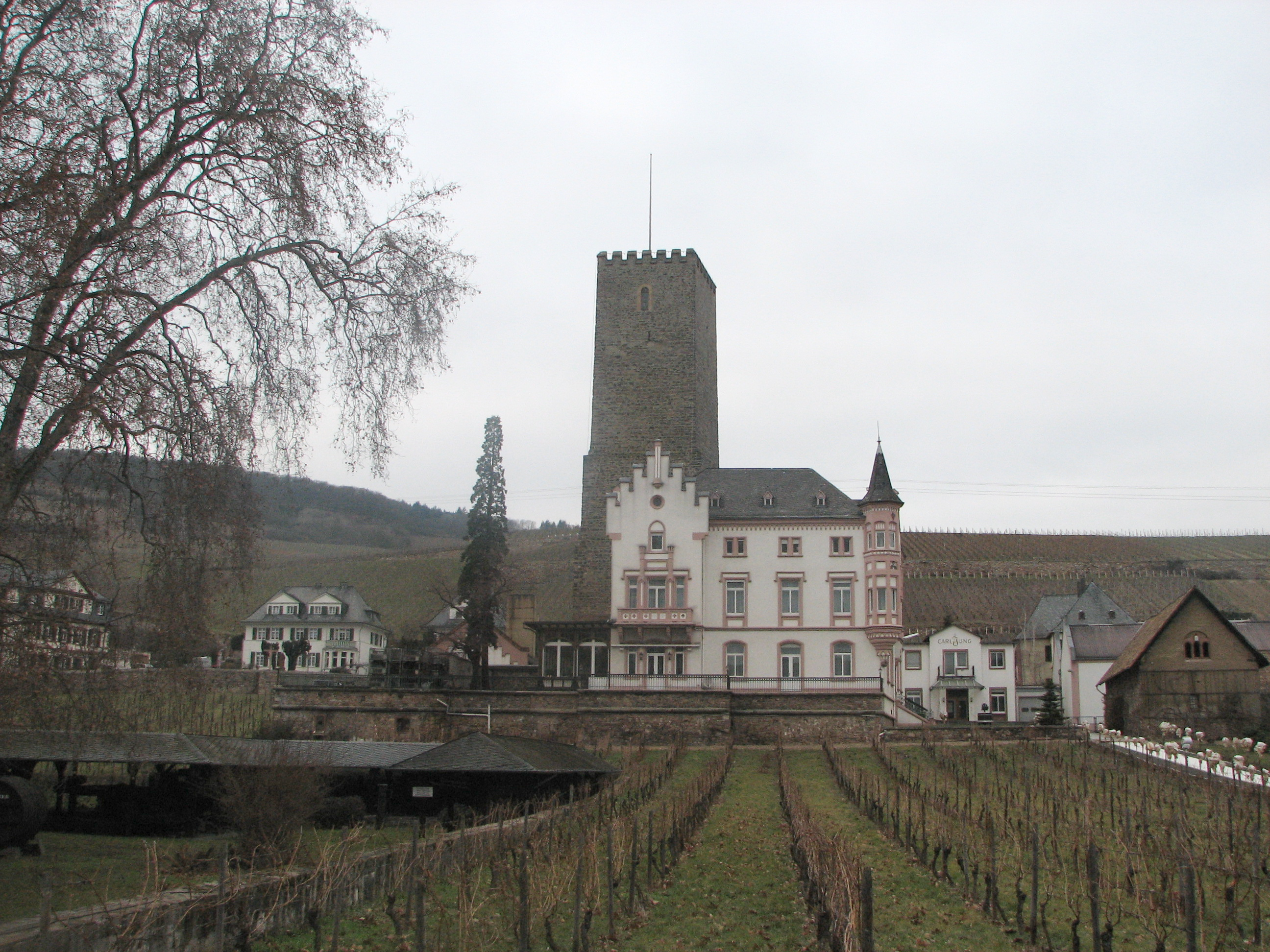
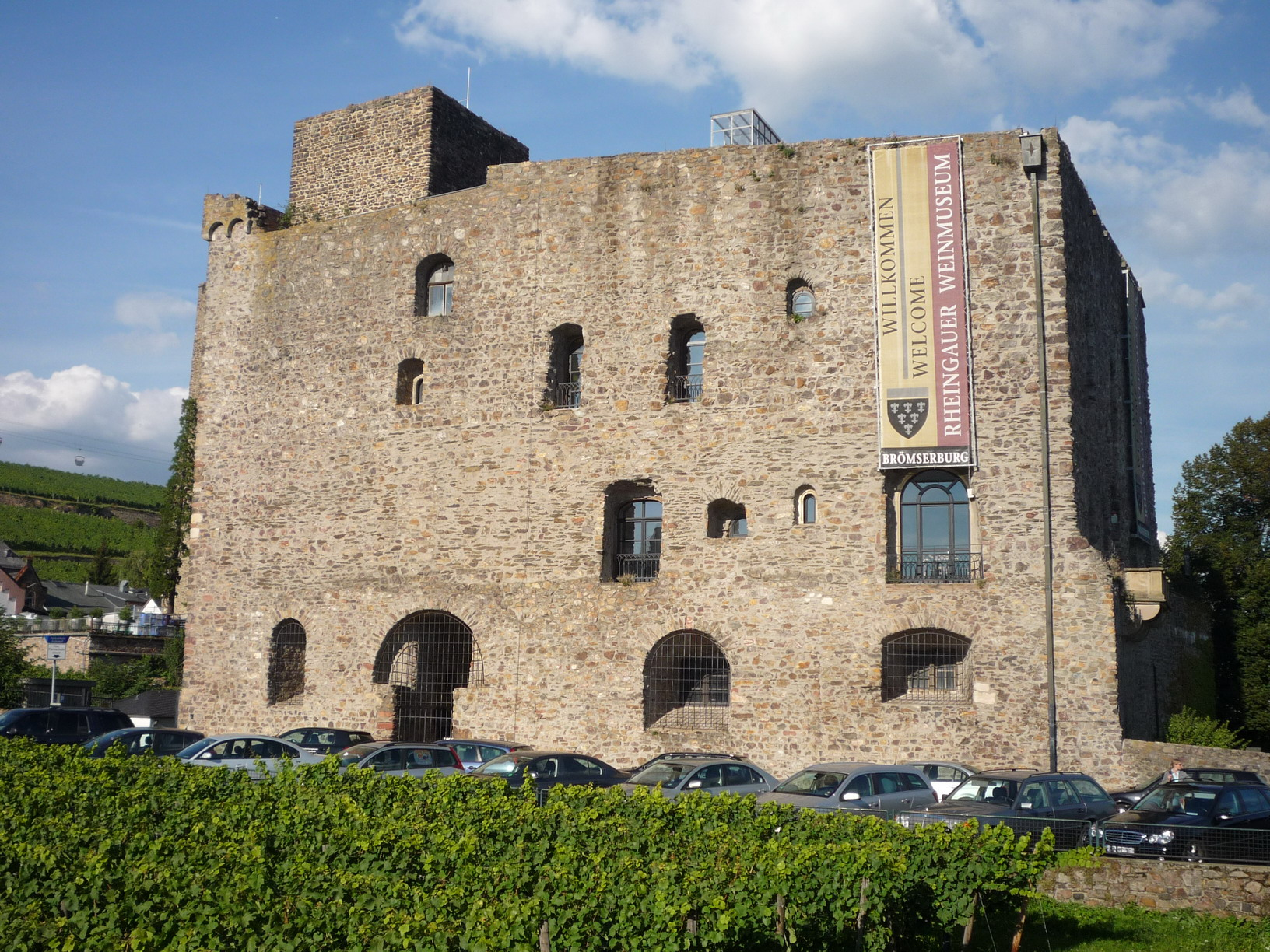
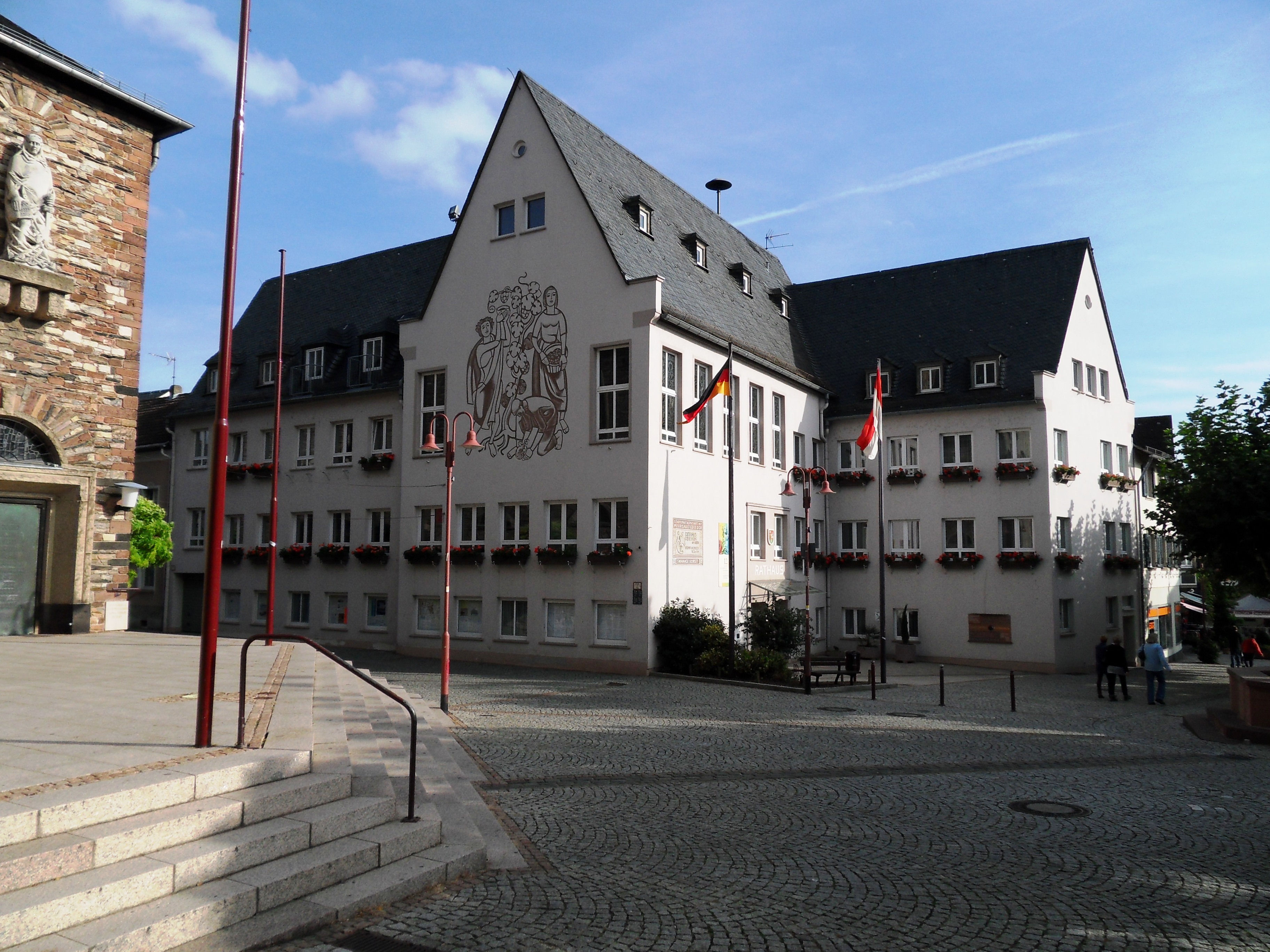
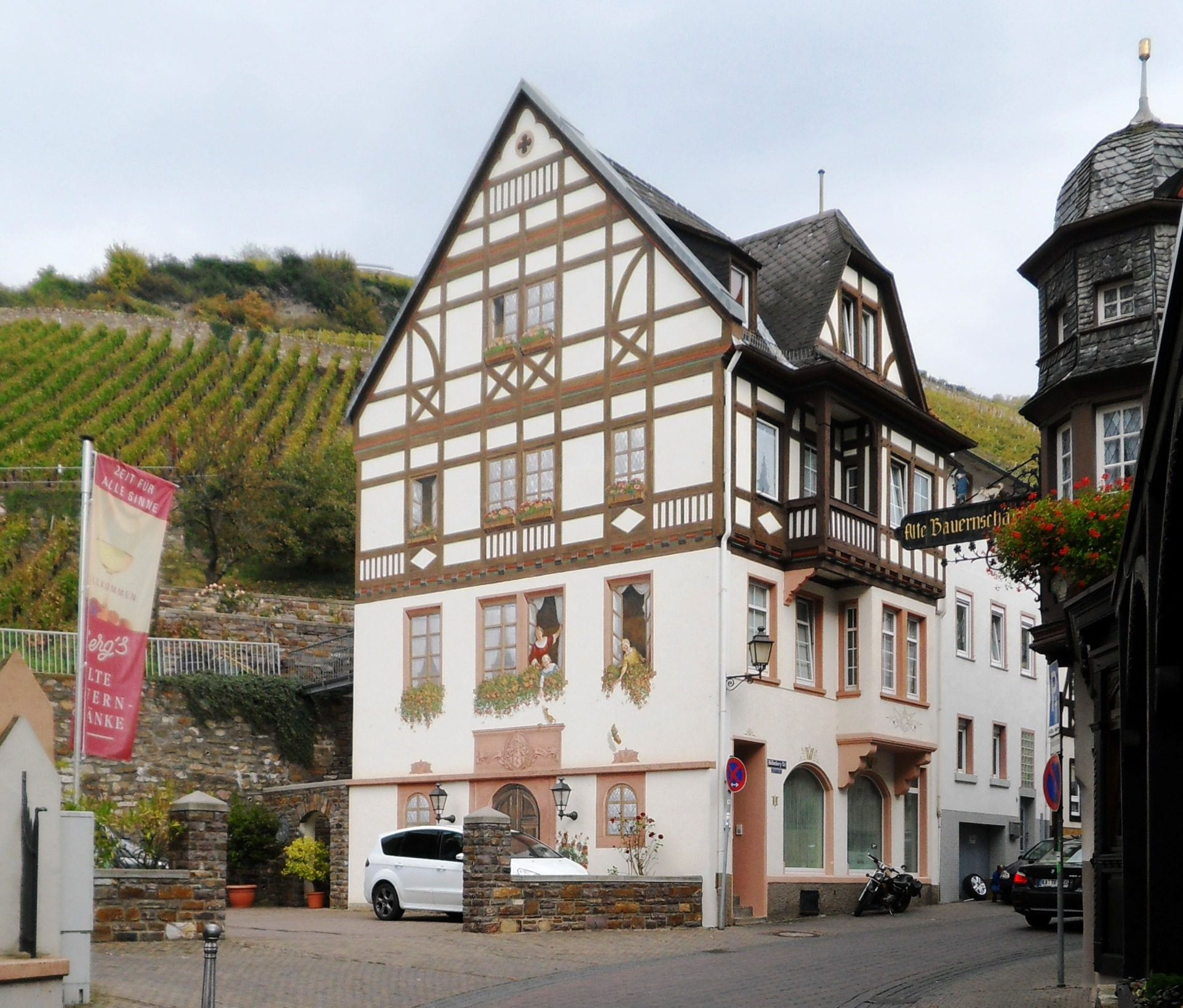
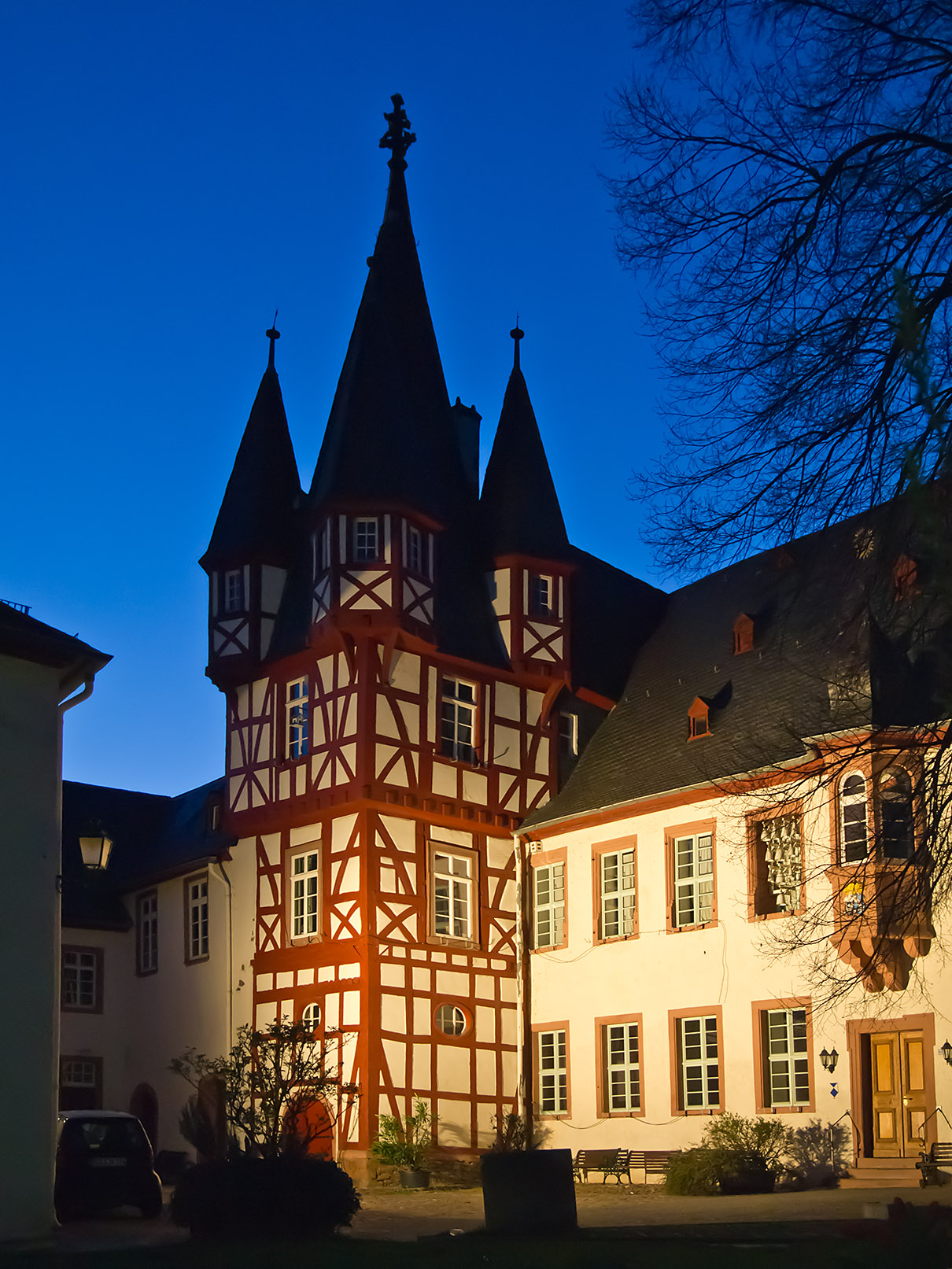
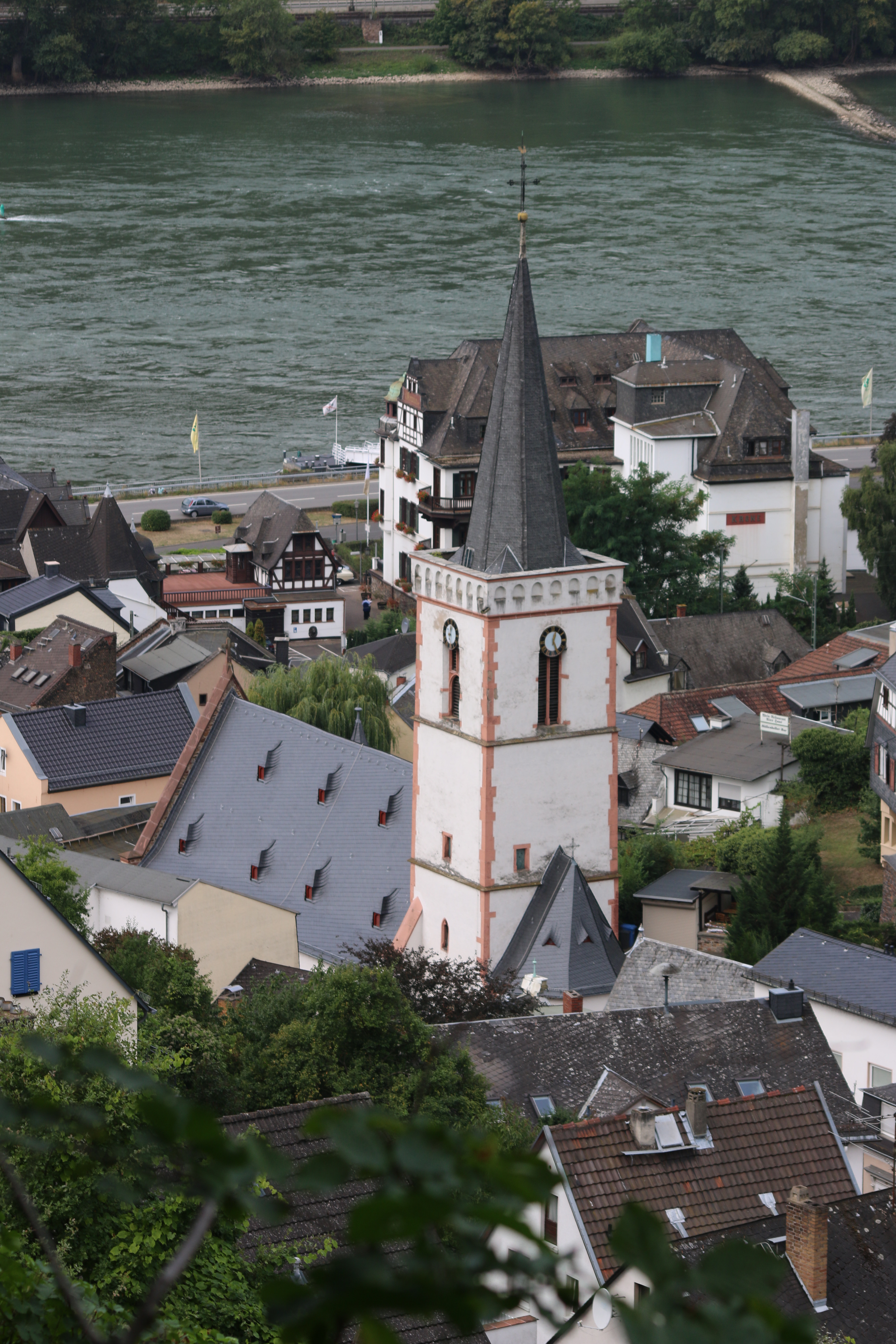
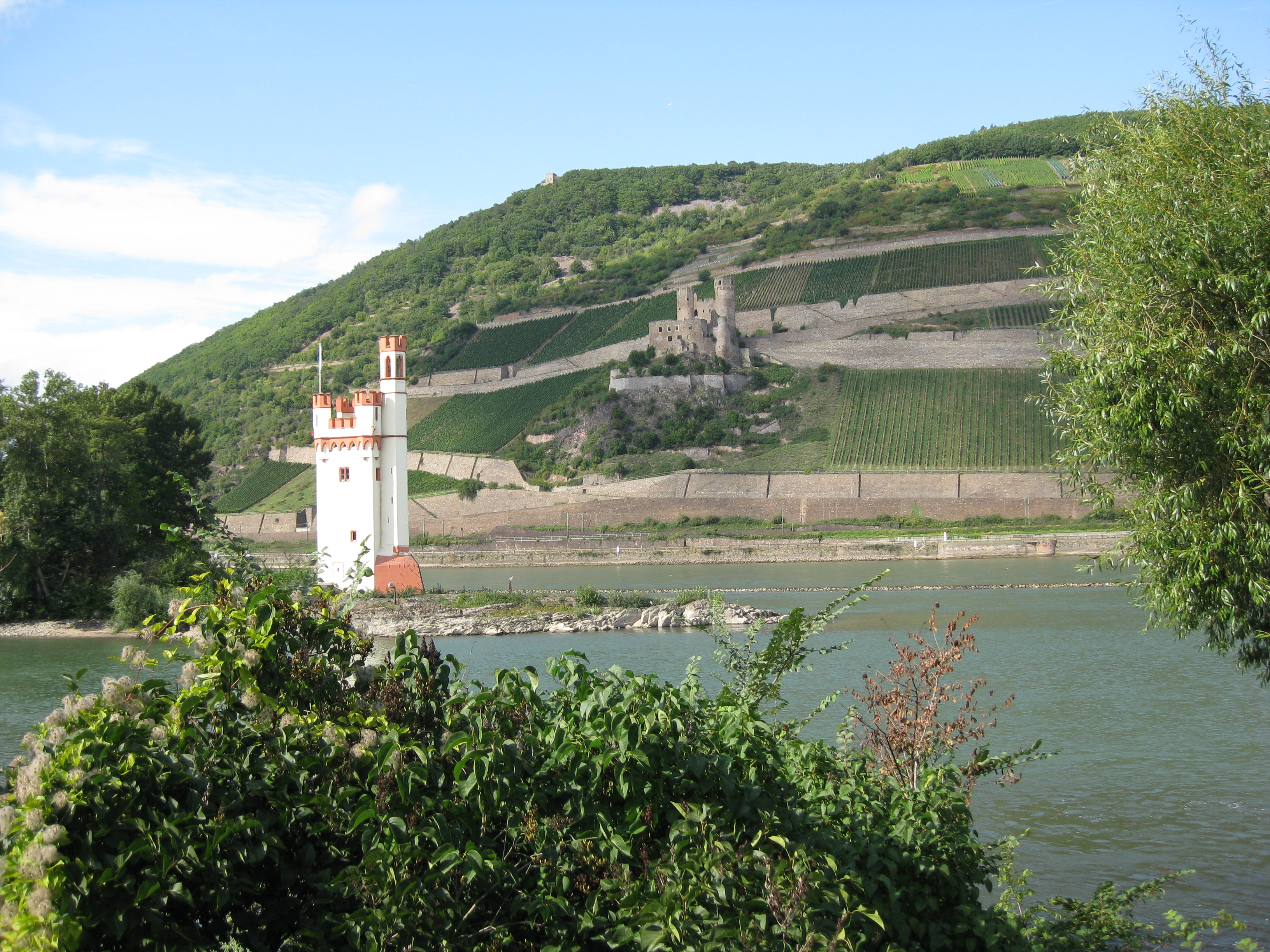
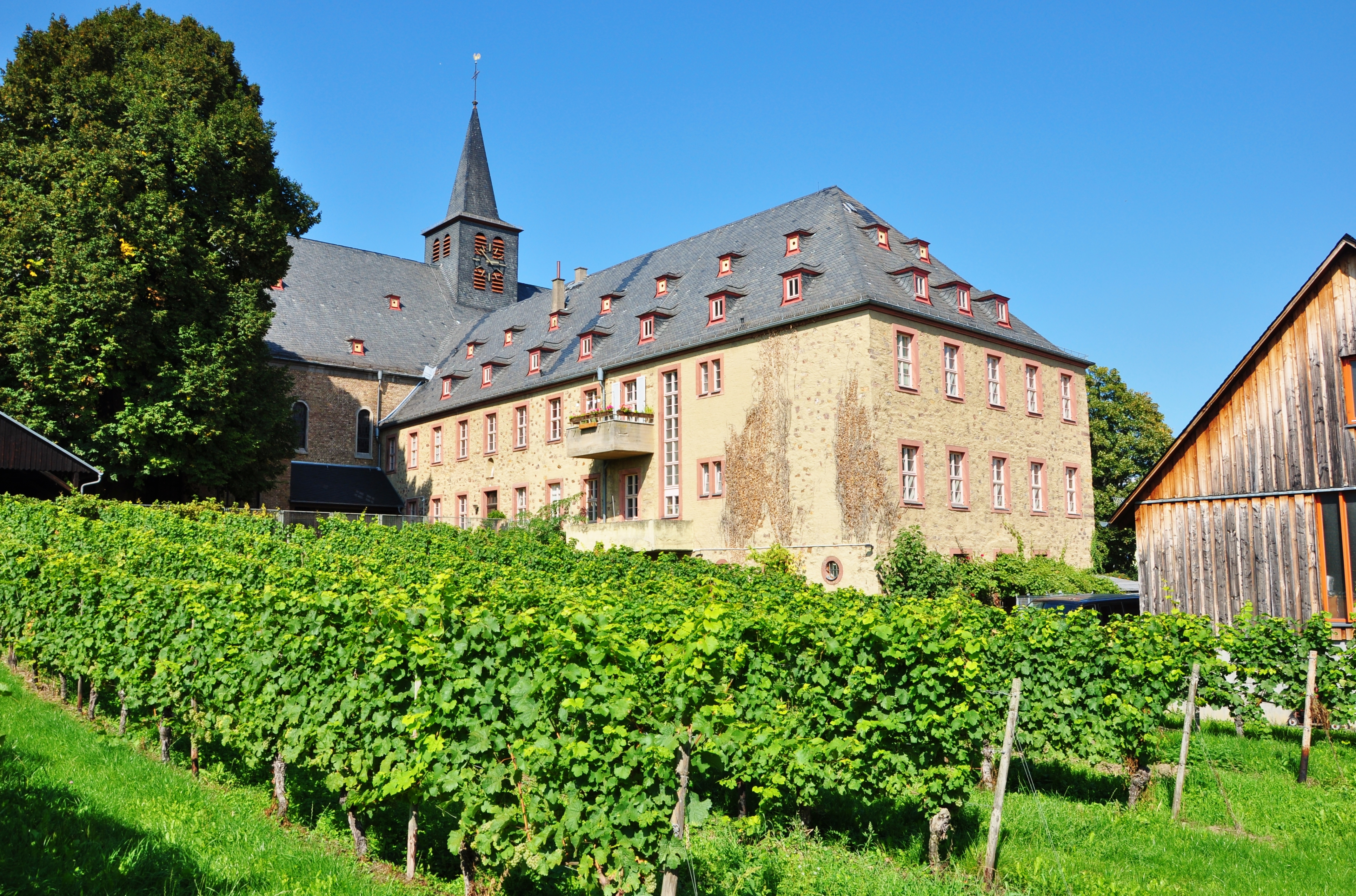